# Philadelphia cream cheese
Pour les articles homonymes, voir Philadelphia.
Philadelphia Cream Cheese, ou fromage à la créme Philadelphia au Québec, est la marque commerciale d'un fromage américain industriel. Elle a été créée en 1880 dans l'État de New York aux États-Unis et est la plus vendue au monde.

## Histoire
Vers 1873, un fromage à la crème est fabriqué à Chester dans le comté d'Orange (New York) sous la marque Neufchatel & Cream Cheese.
 
En 1880, le grossiste en fromages new-yorkais Alvah L. Reynolds, crée la marque Philadelphia Cream Cheese pour commercialiser du fromage à la crème ; la ville de Philadelphie ayant, à l'époque, bonne réputation pour ce type de fromages frais.
 
En 1903, Reynolds vend sa marque à la société Phenix Cheese Company (qui fusionnera avec Kraft en 1928).

## Marché
Aux États-Unis et au Canada, cette marque est exploitée par Kraft et, dans le reste du monde, par le groupe Mondelēz International (anciennement Kraft Foods, à la suite d'une scission en 2012).
En France, cette marque est commercialisée par Mondelēz France depuis 2011 et est en concurrence avec la marque St Môret, fromage industriel fabriqué par le groupe Bongrain qui détenait 45 % des parts du marché français des fromages frais à tartiner en 2010.

## Gastronomie
Le fromage de cette marque est connu en Amérique du Nord pour son utilisation dans le pain au fromage,, pour son association avec un bagel au déjeuner ou pour son emploi dans la recette du cheesecake (gâteau au fromage philadelphien).